# Lelio Colaneri
Lelio Colaneri (San Vito Romano, 7 aprile 1917 – 25 settembre 1994) è stato un calciatore italiano, di ruolo attaccante.

## Carriera
In gioventù militò nella Roma; giocò poi in Serie A con la Juventus. Durante la seconda guerra mondiale disputò in prestito i campionati romani nelle file della Tirrenia, poi divenuta Ala Italiana; ceduto definitivamente dalla Juventus, terminò la carriera con la Salernitana, che trascinerà alla promozione in Serie A nella stagione 1946-1947.

## Palmarès

### Giocatore

#### Competizioni nazionali
- Coppa Italia: 1

Juventus: 1941-1942
- Campionato italiano di Serie B: 1

Salernitana: 1946-1947